# Tienvlekzwartwitmot
De Tienvlekzwartwitmot (Ethmia dodecea) is een vlinder uit de familie van de grasmineermotten (Elachistidae). De spanwijdte is 17 tot 21 millimeter. Door zijn voorkomen kan de imago verward worden met een stippelmot uit de familie van de Yponomeutidae, maar hij heeft minder en grotere stippen. De vlinder overwintert als pop.

## Waardplant
De tienvlekzwartwitmot heeft glad parelzaad als waardplant.

## Voorkomen in Nederland en België
De tienvlekzwartwitmot is in Nederland en in België een zeldzame soort. In Nederland wordt de soort vooral gezien aan de zuidelijke kust en in Limburg, in België ook aan de kust en in de provincie Namen. De vliegtijd is van mei tot augustus.